# Woodsfield
Woodsfield è una località degli Stati Uniti d'America, capoluogo della contea di Monroe, nello Stato dell'Ohio.